# 阿道夫橋
阿道夫橋是位於盧森堡南部盧森堡市的一座拱橋。橋寬17.2米，為四車道，其中有三車道通往火車站，一車道為巴士專用道。此外還有兩條人行道。阿道夫橋已成為盧森堡的非正式標誌，象徵盧森堡的獨立，並且也是盧森堡市的主要觀光景點之一。橋的名稱是來自於阿道夫大公。

## 外部連結
- Structurae数据库中Adolphe Bridge的数据

- Photo slide show of Pont Adolphe （页面存档备份，存于）